# 絵取り
絵取り（えとり）は、トランプを使った日本の伝統的なトリックテイキングゲームである。Aおよび絵札を多く集めることを目的とするポイントトリックゲームである。明治以来、多くの文献に見えているが、現在は一部の地方に絵取りと関係があると思われるゲームが行われているのみである。
日本のナポレオンもこの絵取りと関係が深い。

## 概要
絵取りが見える最も古い文献は、1885年の桜城酔士『西洋遊戯 かるた使用法（かるたのとりかた）』である。ここで「占絵（えとり）」と呼んでいるゲームでは、4人が2つのチームに分かれて、絵札の枚数を競う。このほかに、チームに分かれずに、手札を4枚または5枚にして、1トリックごとに山札から手札を補充していくものを「占絵別法」、占絵別法と同じだが絵札の枚数ではなく、ランクごとに異なる点数があるものを「占点（てんとり）」、占絵と同じだがビッドがあり、取る枚数を一番多く宣言した競技者が宣言と同じ枚数を取ると勝つ「ナポレオン」を紹介している。
この絵取りがどのように発生したのかは不明だが、同時代の前田多門(1888)『遊戯の大学』で「ウイスト」（ホイストのこと）として紹介しているゲームの得点計算法が、実際のホイストではなく桜城酔士のいう「占点」と同じであることから、ホイストを日本風にアレンジすることによって生まれたゲームであろうと考えられる。
ポイントトリックゲームは欧米諸国にも多いが、単に絵札の枚数の多さを競うのはドイツのElfern（ドイツ語版記事）くらいで、かなり珍しい。
ホイストとの大きな違いは、点数計算のほかに、スペードのAのことをスペキュレーションと呼んで、もっとも強いカードとしていることがあげられる。
現在、全国的には絵取りは廃れてしまっているが、絵取りと関係が深いと思われるゲームが行われている地方がいくつかあることが知られている。ただし、いずれも絵取りとは異なった特徴的なルールを持っている。
- ゴニンカン - 青森県五所川原市
- 掛合（かけや）トランプ - 島根県雲南市

## 明治時代のルール
桜城酔士の記すルールに従うが、用語は現代のものを使用する。
トランプは52枚を使用する。カードの強弱は通常の順位に従う。つまり A > K > Q > J > 10 > 9 ... > 3 > 2 となる。
競技人数は4人で、向かいあった2人同士がチームを組む。ひとりがディーラーとなる。ディーラーはプレイごとに反時計回りに移動する。各競技者に13枚ずつ手札を配る。
手札の中に1つのスートが完全に欠けている場合、または1つのスートが7枚以上ある場合は、配り直す。
何を切り札にするかはディール時に決めておくが、スペードは切り札にすべきではないとする。
プレイは反時計回りに進行する。最初のトリックはディーラーの右隣がリードする。他の競技者はリードと同じスートがあればそれを出さなければならないが、なければ何を出してもよい。トリックの勝者は、
1. スペキュレーション（スペードのA）が出た場合は、それを出した競技者
2. 切り札が出た場合は、もっとも強い切り札を出した競技者
3. それ以外の場合は、リードと同じスートでもっとも強いカードを出した競技者

となる。トリックの勝者は、そのトリックに出たカードのうち、Aまたは絵札を獲得する。それ以外のカードは場に裏向けに捨てる。
トリックの勝者が次のトリックをリードする。同様にして13枚の手札が尽きるまで繰り返す。
スペキュレーションはトリックの勝敗を決めるときには最も強いが、それ以外については単なるスペードであることに注意。マストフォロールールを無視することはできない。
桜城酔士は絵札・Aを9枚以上得るか、またはすべての絵札・Aを得たチームが勝つとしているが、両方のチームが8枚ずつのときはどうなるのか、9枚以上のときとすべての絵札を取ったときでどう違うのかについては、何も記していない。世界遊戯法大全では、8枚なら引き分け、9枚以上なら1枚につき1点を得るとしている。

## 大正時代のルール
高宮政人(1917)『トランプ必勝法』などに見えるルールを見ると、大正時代の絵取りでは、上とちがってジョーカーを使うのが一般化している。ジョーカーはスペキュレーションよりも強く、またマストフォロールールに従わない（ジョーカーをリードするとどうなるのかは記されていない）。
競技人数は2人以上何人でもよく、各競技者が別々に戦うという、桜城酔士のいう「占絵別法」と同じ方法によっている。手札は4枚だけ配り、1トリック終了するごとに山札から補充していく。絵札・Aがもっとも多い競技者の勝ちになる。
切り札はプレイごとにクラブ→ダイヤ→ハート→クラブのように循環する。
初回のリードでは切り札やスペードを出してはならない。

## 関連文献
- 松田道弘『トランプものがたり』岩波新書、1979年。